# Pasecznik palmowy
Pasecznik palmowy (Funambulus palmarum) – ssak z rodziny wiewiórkowatych. Gatunek występujący endemicznie na terenie środkowych i południowych Indii i na Sri Lance.

## Systematyka
Gatunek obejmuje trzy podgatunki:
- F. p. palmarum  (Linnaeus, 1766)
- F. p. brodiei (Blyth, 1849)
- F. p. robertsoni Wroughton, 1916

## Wygląd

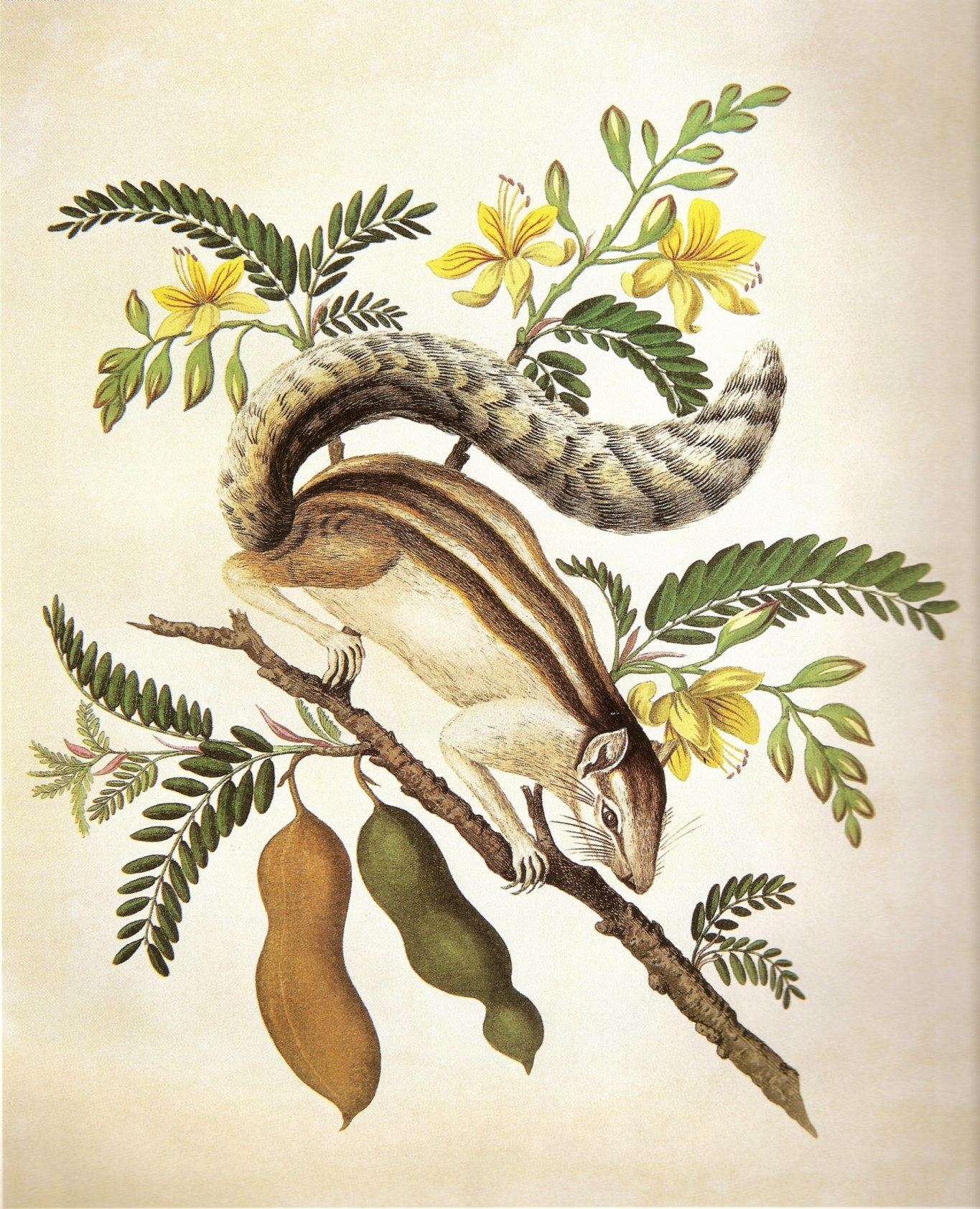

Długość ciała ok. 18 cm., ogona 16 cm. Szarobrunatna sierść z żółtymi pręgami.

## Występowanie
Środkowe i południowe Indie i Sri Lanka (cała wyspa, oprócz głębokich dżungli). Zamieszkuje liściaste lasy tropikalne i subtropikalne, namorzyny, obszary zakrzewione, łąki, ogrody i obszary miejskie. Występuje na obszarach położonych na wysokości od poziomu morza do 2000 m n.p.m.